# Tom Bailey
Tom Alexander Bailey, född 18 januari 1956 i Halifax, West Yorkshire, England, är en brittisk sångare, musiker och låtskrivare.  

## Karriär
Bailey började redan vid två års ålder lära sig spela piano. Han studerade till klassisk pianist och tog senare även gitarr- och klarinett-lektioner och började undervisa som musiklärare. 1977 bildade han new wave-bandet Thompson Twins som, efter att det ombildats till en trio och övergått till en mer synthpop-orienterad musik, hade stora kommersiella framgångar på 1980-talet med hits som "Love on Your Side", "Doctor! Doctor!", "Hold me Now" och "King for a Day". Mot slutet av 1980-talet började gruppens popularitet avta och efter ett sista album, Queer 1991, ombildades de till techno-gruppen Babble.
Senare har Bailey varit verksam som producent till den nyzeeländska gruppen Stellar och givit ut dubmusik som International Observer. 2010 bildade han multimediaprojektet Bailey-Salgado Project tillsammans med astronomen och konstnären José Fransisco Delgado. 2014 medverkade han på turnén Retro Futura Tour under namnet "Thompson Twins' Tom Bailey".
År 2016 annonserade Bailey utgivningen av en ny singel, "Come So Far", och en turné i Storbritannien. 2018 utkom albumet Science Fiction.

## Diskografi

### Solo
Studioalbum
- 2018 – Science Fiction

Singlar
- 2016 – "Come So Far"
- 2018 – "Shooting Star"
- 2018 – "Science Fiction"

### Med Thompson Twins
Studioalbum
- 1981 – A Product of ... (Participation)
- 1982 – Set
- 1983 – Quick Step and Side Kick
- 1984 – Into the Gap
- 1985 – Here's to Future Days
- 1987 – Close to the Bone
- 1989 – Big Trash
- 1991 – Queer

### Med Babble
Studioalbum
- 1994 – The Stone
- 1996 – Ether

Singlar
- 1993 – "Tribe"
- 1994 – "Take Me Away"
- 1994 – "Beautiful"
- 1996 – "Love Has No Name"

## Galleri

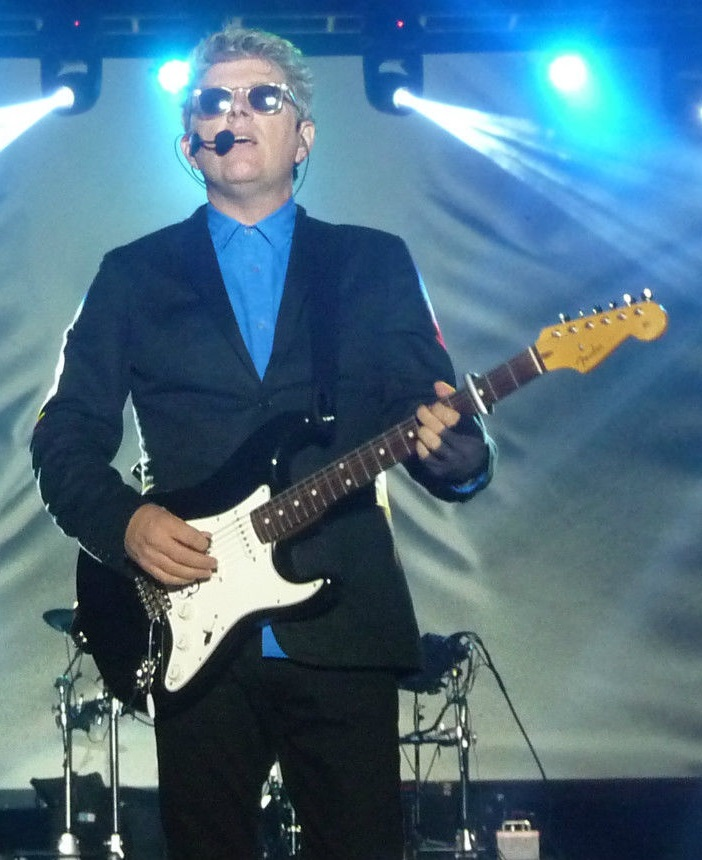
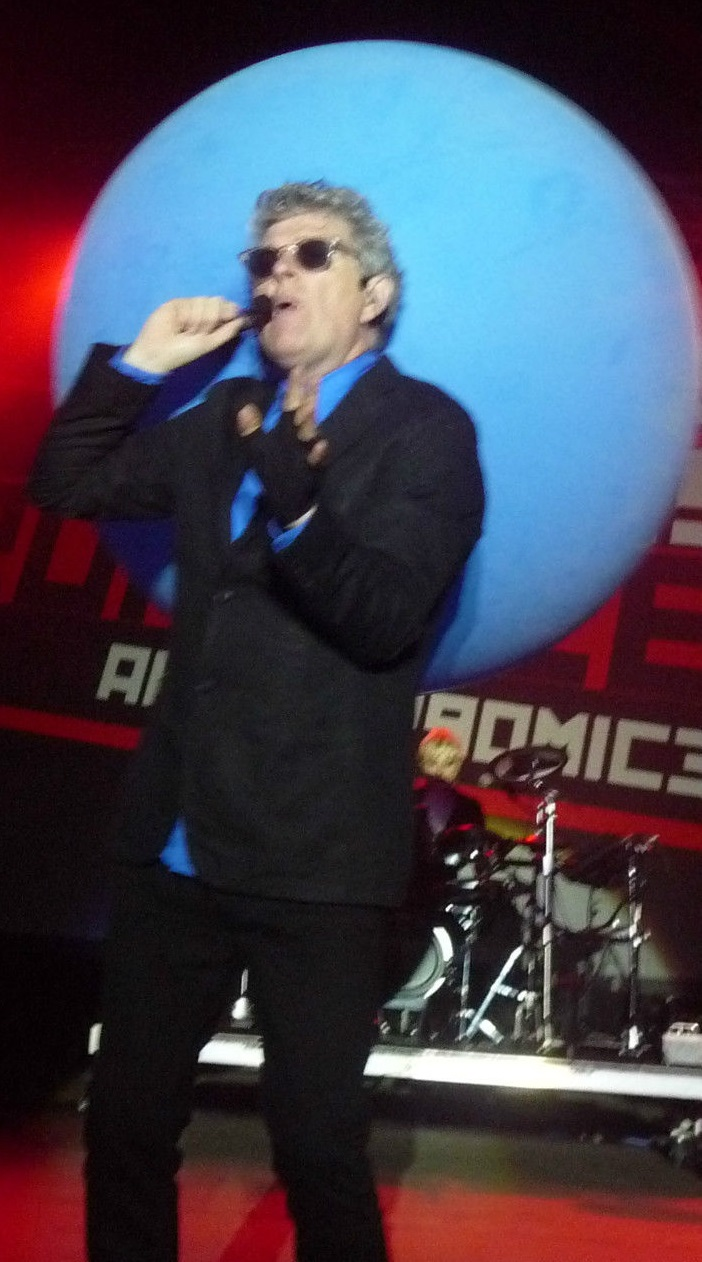
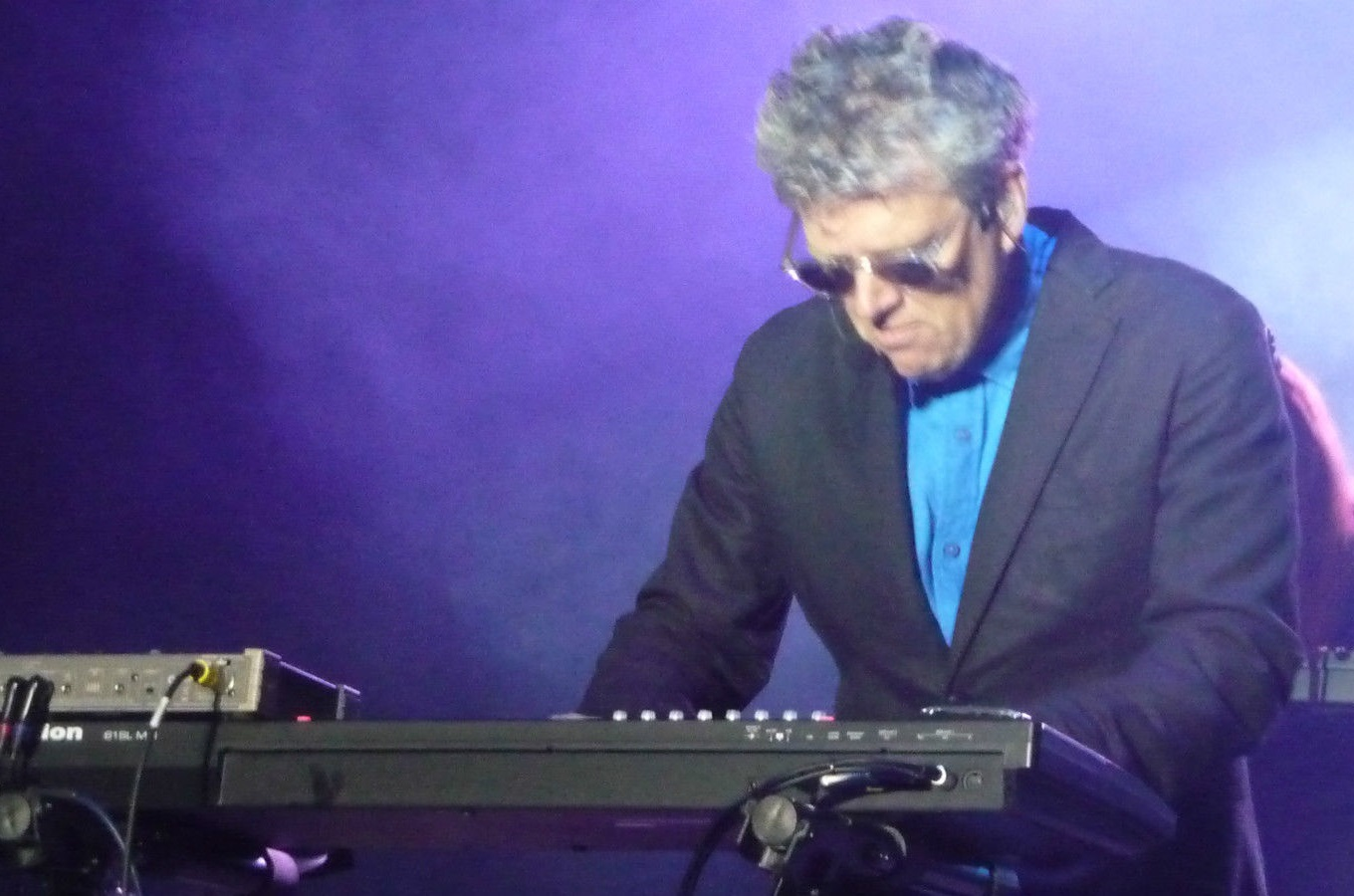

Tom Bailey på Retro Futura Tour 2014.